# NGC 7499
NGC 7499 (również PGC 70608 lub UGC 12397) – galaktyka soczewkowata (S0), znajdująca się w gwiazdozbiorze Ryb. Odkrył ją Albert Marth 2 września 1864 roku.
W galaktyce tej zaobserwowano supernową SN 1986M.